# زاميا تونكينية
زاميا تونكينية (الاسم العلمي:Zamia tonkinensis) هي نوع من النباتات تتبع جنس الزاميا من الفصيلة الزامية.